# گلستد
گلستد (به دانمارکی: Gelsted) یک منطقهٔ مسکونی در دانمارک است که در شهرداری میدلفارت واقع شده‌است. گلستد ۲۹۹٫۹۳ کیلومتر مربع مساحت و ۳۷٬۶۸۵ نفر جمعیت دارد.